# Emanuele Biletta
Emanuele Biletta   (Casale Monferrato, 20 de desembre de 1825 - Pallanza, 29 de novembre de 1890) fou un compositor italià.
Va rebre les primeres lliçons del pare Giovanni, organista, després estudià piano molt profitosament sota la guia de Hummel. Es creu que ja als catorze anys donava concerts públics. Després va estudiar uns tres anys a Bolonya tenint com a professor d'harmonia i contrapunt a Turina, deixeble d'A. Reicha. A Bolonya, Rossini el va prendre amb simpatia, que els va ajudar amb lliçons i valuosos consells. Començo aquell període per compondre produint entre altres coses una valuosa Salve Regina i l'òpera Marco Visconti, que li van valer el nomenament com a membre de l'"Acadèmia Filarmonica di Bologna".
El 1848 els trobem en servei al Covent Garden de Londres, on a més d'ensenyar cant va compondre la música de tres ballets aclamats, Esmeralda, La Lutine i The Five Senses, així com l'òpera en anglès White Magic, representada a diversos teatres londinencs i també a Stocarda.
Dos anys més tard es trobava a París, on la seva òpera La rose di Florence va ser ostatge i sabotatge de companys envejosos. Tanmateix, l'obra va tenir força èxit i Napoleó III va distingir Biletta de la Legion d'Onore. El 1859 Biletta va tornar a Londres, on amb l'òpera Caught and Caged va obtenir un èxit càlid i també fructífer materialment.
Durant la seva vida, Emmanuel Biletta, va compondre melodrames, ballets, operetes, simfonies i romances de cambra. Es casà amb una jove escocesa, Margareth Scott, rica filla d'un banquer i un cop establert a Torí va ser nomenat vicecònsol honorari pel govern anglès.

## Òperes
- Marco Visconti, inèdita;
- White Magic, Haymarket, Londres (1852);
- L'abazzia di Kelzo, Parma (1854);
- La rose di Florence, Theâtre de l'Opera de París (1854);
- Caught and Caged, ?, Londres (1859);
- Paul and Virginia, inèdita;
- Una notte di Carnevale, inèdita;
- Val di fiori, inèdita.